# 新妻昭夫
新妻 昭夫（にいづま あきお、1949年5月6日 - 2010年11月9日）は、日本の動物学者、恵泉女学園大学特任教授。専攻は動物学、科学史。

## 生涯
北海道生まれ。1975年北海道大学水産学部卒業、1981年京都大学大学院理学研究科博士課程中退。1987年「ゼニガタアザラシの社会生態と繁殖戦略」で理学博士の学位を取得。その後恵泉女学園大学教授、特任教授。
1997年に『種の起原をもとめて』で毎日出版文化賞受賞。児童向けの著作、翻訳も数多い。

## 著書
- 種の起原をもとめて－ウォーレスの『マレー諸島』探検 朝日新聞社 1997.5、オンデマンド版2007／筑摩書房〈ちくま学芸文庫〉 2001.6
- 進化論の時代－ウォーレス＝ダーウィン往復書簡 みすず書房 2010.3。編訳解説

年少者向け
- とっかりぽっかり 文研出版 1978.1
- ダーウィン チャイルド本社 1986.9 (チャイルド絵本館、徳田秀雄絵)
- いぬ 小学館 1997.12 (どうぶついっぱいずかん)
- ダーウィンのミミズの研究 福音館書店 2000.6 (杉田比呂美絵)

共編著
- 流氷が連れてきた動物たち 日本放送出版協会・NHKブックスカラー版 1987.3
- ナチュラリスト入門 春夏秋冬 岩波ブックレット 全4冊 1989
- マルチメディア犬図鑑 中島眞理共編 アスキー 1997.5
- からだの部品事典 岩波ジュニア新書 2004.3

### 翻訳
- 南部シベリアのヒグマとツキノワグマ その比較生物学的研究 G.F.ブロムレイ 藤巻裕蔵共訳 北苑社 1972
  - ヒグマとツキノワグマ ソ連極東南部における比較生態学的研究 G.F.ブロムレイ 思索社 1987.9
- アースマインド 人類はどこへ行くのか マイケル・W.フォックス 笹川平子共訳 講談社 1983.10
- ダーウィンに消された男 アーノルド・C.ブラックマン 羽田節子共訳 朝日新聞社 1984.1/朝日選書 1997.9
- 熱帯の自然 アルフレッド・R.ウォレス 谷田専治共訳 平河出版社 1987.1
  - 熱帯の自然 A.R.ウォーレス ちくま学芸文庫 1998.5
- 動物行動学・再考 マリアン・S.ドーキンス 山下恵子共訳 平凡社 1989.5
- フラミンゴの微笑 進化論の現在 上・下 スティーヴン・ジェイ・グールド 早川書房 1989.12/ハヤカワ文庫 2002
- マレー諸島 A.R.ウォーレス ちくま学芸文庫 上・下 1993.8
- 進化論と生物哲学 一進化学者の思索　エルンスト・マイア 八杉貞雄共訳、東京化学同人 1994.11
- セルボーンの博物誌 ギルバート・ホワイト 小学館・地球人ライブラリー 1997.4
- ウルトラ・ダーウィニストたちへ 古生物学者から見た進化論 N.エルドリッジ シュプリンガー・フェアラーク東京 1998.10
- 生物多様性という名の革命 デヴィッド・タカーチ 日経BP社 2006.3
- 神と科学は共存できるか? スティーヴン・ジェイ・グールド 狩野秀之・古谷圭一共訳 日経BP社 2007.10

#### 年少者向け
- あなたのイヌがわかる本 ブルース・フォーグル 奥山幸子・山下恵子共訳、ダイヤモンド社 1993.2、新版2007
- クマ ヘレン・ギルクス 岩崎書店 1994.3 (ちきゅうのなかまたち)
- 動物王国 ジェニー・ウッド 岩崎書店 1994.3 (ちきゅうのなかまたち)
- 類人猿 テス・レモン 岩崎書店 1994.3 (ちきゅうのなかまたち)
- 動物と植物 デヴィッド・ランバート 岩崎書店 1996.2 (なんでも世界一)
- どうしてうごく? キム・テイラー 岩崎書店 1997.4 (ひらいてみよう!かがくのとびら)
- どうしてとぶ? キム・テイラー 岩崎書店 1997.4 (ひらいてみよう!かがくのとびら)
- 犬種別ハンドブック　ブルース・フォーグル ダイヤモンド社 1997

ラブラドル・レトリーバー
コッカー・スパニエル
ゴールデン・レトリーバー
ジャーマン・シェパード
ダックスフント
プードル
- 恐竜の飼いかた教えます 新版 ロバート・マッシュ 山下恵子共訳、平凡社 2009.3。リチャード・ドーキンス序文

## 論文
- 国立情報学研究所収録論文 国立情報学研究所